# Pécsi Harmadik Színház
A Pécsi Harmadik Színház  (korábban Pécsi Kisszínház) amatőr és alternatív hagyományokra építő, társulat nélküli színház, amely működését a saját produkciók és a meghívott előadások kombinációjára építi. A színház Pécsett Uránvárosban található.

## Története
Az egykori uránbányák művelődési házában működő, Vincze János vezette, kétszeres "Kiváló Együttes" Pécsi Nyitott Színpad tagjai és a Pécsi Nemzeti Színház újat akaró, kezdeményező művészei 1986-ban Harmadik Színház elnevezéssel a hivatásos és az amatőr színházaktól egyaránt különböző, a művészi tevékenység új tartalmi és formai lehetőségeit kereső, alternatív színházat hoztak létre. A neve is a harmadik utasságra utal. Nevében a "harmadik" azt a fajta színházfelfogást jelzi, melyben profizmus és alternativitás nem zárja ki egymást, hanem egymásba játszik.
A Harmadik Színház eleinte a művelődési ház keretei között működött, majd 1995-től – a város tulajdonába került épületben, Pécsi Harmadik Színház néven – Pécs város költségvetési intézményeként, 2001-től pedig Pécs Megyei Jogú Város által alapított közhasznú társaságként folytatja tevékenységét. A színház 1995-ös alapításától önkormányzati és központi költségvetési támogatásban részesül.
A Pécsi Harmadik Színház nagy szakmai és közönségsikert elért, fontos előadásaival (Örkény-trilógia, Gyerekek és katonák, Csirkefej, Találkozás, Halleluja, Kvartett, Szappanopera, A Herner Ferike faterja) a kortárs magyar drámák bemutatásának jelentős műhelyévé vált. Kiemelten közhasznú szervezet, melynek az Alapító Okiratában foglaltak szerinti fő célja "a színházművészet egészét és minden ágát felölelő színházi tevékenység folytatása Magyarországon és külföldön, annak érdekében, hogy méltóképpen képviselje, propagálja és menedzselje a színházművészet új tartalmi és formai törekvéseit. Célja továbbá, hogy biztosítsa a színházi műhelymunka lehetőségét produkcióra szerveződő művészi alkotóközösségek számára."

## Kapcsolódó Szócikkek
- Pécs kulturális élete
- Janus Egyetemi Színház
- Pécsi Nemzeti Színház
- Pécsi Horvát Színház
- Bóbita Bábszínház